# Cephalonomia hammi
Cephalonomia hammi är en stekelart som beskrevs av Richards 1939. Cephalonomia hammi ingår i släktet Cephalonomia, och familjen dvärggaddsteklar. Arten är reproducerande i Sverige.